# Williams FW22
A Williams FW22 egy Formula–1-es versenyautó, amelyet a Williams csapat épített és versenyeztetett a 2000-es Formula–1 világbajnokságon. Versenyzőik Ralf Schumacher és az újonc Jenson Button voltak. Ez volt a Williams első BMW motorral felszerelt autója, mely egy hat évig tartó együttműködés első éve volt. A BMW 1987 után tért vissza a királykategóriába, akkor motorszállítóként Megatron néven futottak legutolsó, átdolgozott motorjaik. Emellett új főszponzorokat is kapott a csapat, ennek köszönhetően leváltották a piros-fehér alapú festést, és fehér kék színben pompáztak az autók.
Az új motor hosszabb és nehezebb volt, mint az előző évi Supertec, amit a tengelytáv megnövelésével és a motorborításra rögzített kis szárnyakkal kompenzáltak.
Az autó ígéretes konstrukció volt, Schumacher rögtön az első futamon harmadik helyet ért el vele. A második futamon, a Brazil Nagydíjon Jenson Button a hatodik helyével pontot szerzett, így ő lett abban az időben a legfiatalabb Formula–1-es pilóta, aki pontot szerzett. A csapat mindhárom dobogós helyezését Schumacher szerezte, ami a kitartó pontszerzésekkel elegendő volt ahhoz, hogy megszerezze a csapat a konstruktőri harmadik helyet az év végén a Ferrari és a McLaren mögött.

## Eredmények
(Táblázat értelmezése)

(Félkövér: pole-pozícióból indult; dőlt: leggyorsabb kört futott) 

| Év   | Csapat   | Motor       | Gumi | Pilóták         | 1   | 2   | 3   | 4   | 5   | 6   | 7   | 8   | 9   | 10  | 11  | 12  | 13  | 14  | 15  | 16  | 17  | Pontok | Helyezés |
| ---- | -------- | ----------- | ---- | --------------- | --- | --- | --- | --- | --- | --- | --- | --- | --- | --- | --- | --- | --- | --- | --- | --- | --- | ------ | -------- |
| 2000 | Williams | BMW E41 V10 | B    |                 | AUS | BRA | SMR | GBR | ESP | EUR | MON | CAN | FRA | AUT | GER | HUN | BEL | ITA | USA | JPN | MAL | 36     | 3rd      |
| 2000 | Williams | BMW E41 V10 | B    | Ralf Schumacher | 3   | 5   | KI  | 4   | 4   | KI  | KI  | 14  | 5   | KI  | 7   | 5   | 3   | 3   | KI  | KI  | KI  | 36     | 3rd      |
| 2000 | Williams | BMW E41 V10 | B    | Jenson Button   | KI  | 6   | KI  | 5   | 17  | 10  | KI  | 11  | 8   | 5   | 4   | 9   | 5   | KI  | KI  | 5   | KI  | 36     | 3rd      |